# Galepsus letabaensis
Galepsus letabaensis es una especie de mantis de la familia Tarachodidae.

## Distribución geográfica
Se encuentra en Transvaal en (Sudáfrica).